# Weiher (Viereth-Trunstadt)
Weiher ([ˈvaɪ̯ɐ] ) ist ein Gemeindeteil der Gemeinde Viereth-Trunstadt im oberfränkischen Landkreis Bamberg in Bayern.

## Geografie
Das Dorf liegt in einem Tal, etwa 2 km südwestlich von Viereth, am Rand des Steigerwalds. Bei Weiher entspringt der Weiherbach, der kurz vor Viereth in den Viehbach mündet. Dieser fließt in Viereth in den Main.
Im Ortskern befindet sich die Kapelle St. Dorothea aus dem Jahre 1783. Renoviert wurde das Gotteshaus 1870 und 1962/63.

## Geschichte
Erstmals urkundlich erwähnt wurde der Ort im Jahr 1523 in einem Brief des Bamberger Bischofs Weygand. Das Dörfchen ist nach einem Weiher benannt. Bis 1949 gehörte Weiher zur Gemeinde Trunstadt, ehe es zu Viereth kam.

## Vereine
In Weiher gibt es zwei Vereine, die Freiwillige Feuerwehr Weiher und den Stammtisch LOK.

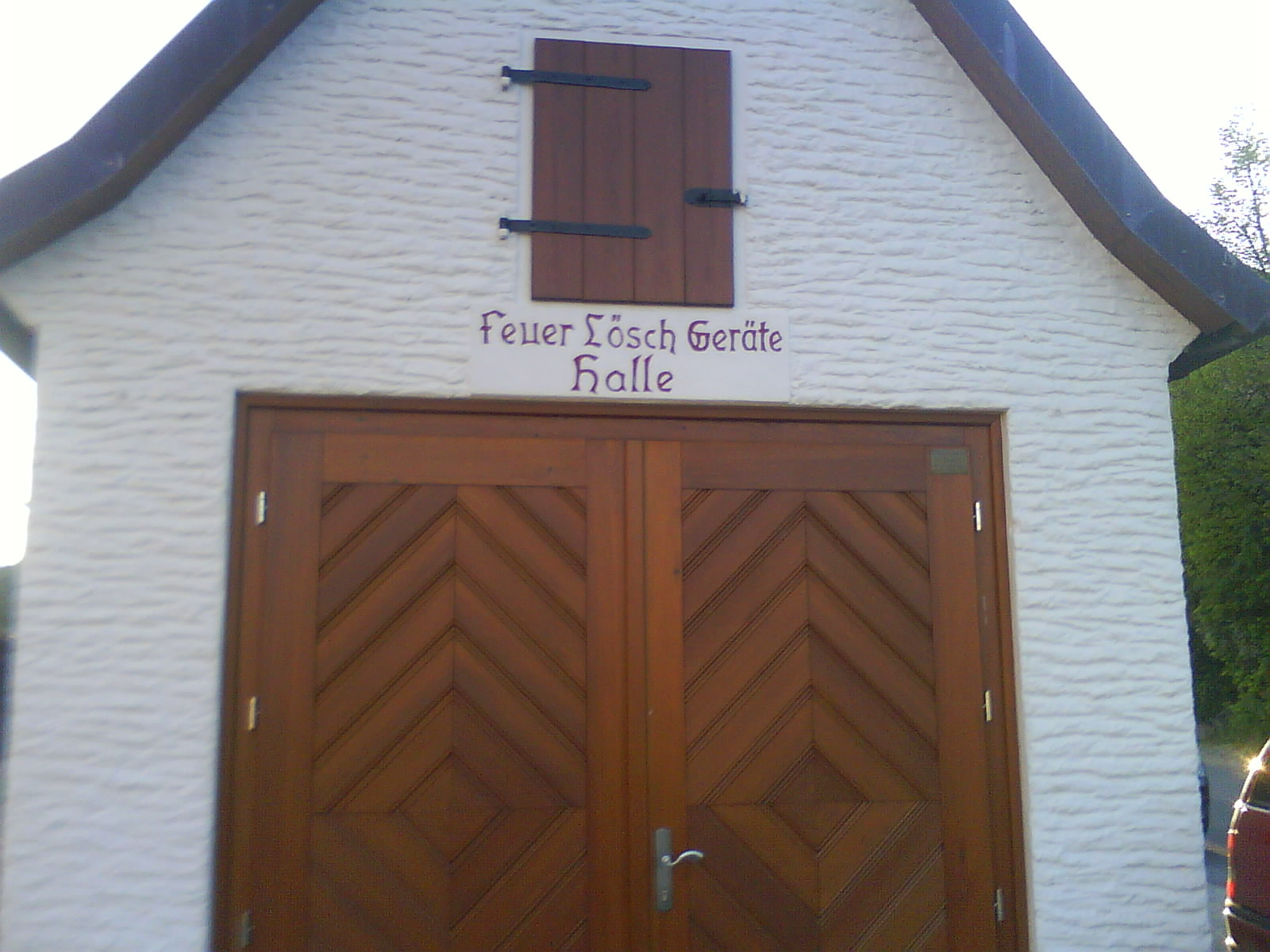
Das Feuerwehrhaus der Freiwilligen Feuerwehr

## Brauerei

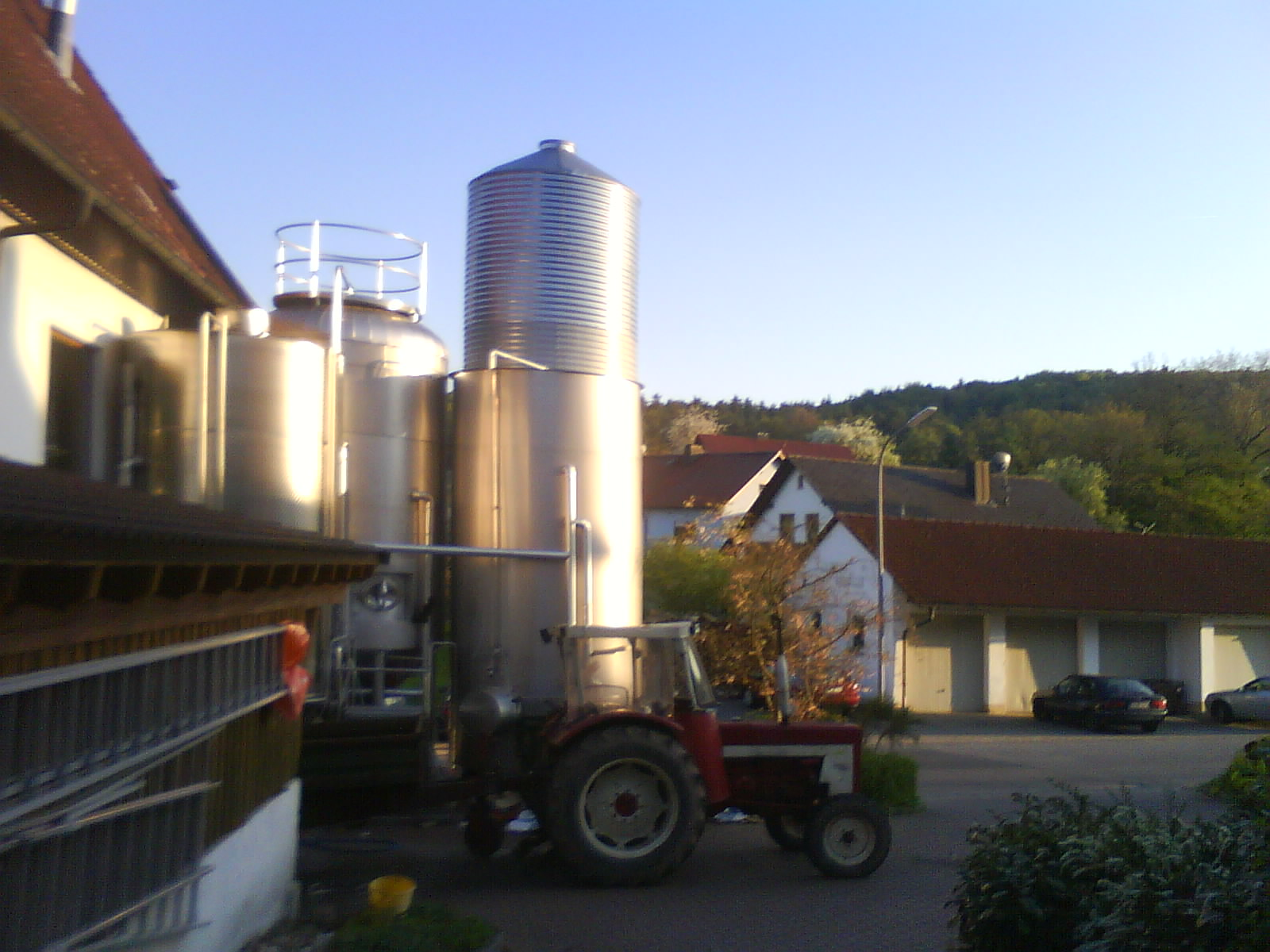
Die Brauerei Kundmüller

Die Brauerei Kundmüller ist im Ort ansässig. Mit einem Ausstoß von mehr als 20.000 Hektolitern im Jahr gehört die innovative Landbrauerei zu den größten Brauereien im Landkreis Bamberg und betreibt eine Brauereigaststätte mit Biergarten.